# オンファス輝石
オンファス輝石（おんふぁすきせき、omphacite、オンファサイト）は、鉱物の一種（ケイ酸塩鉱物）。カルシウムとナトリウムを含む単斜輝石。オンファスとは未熟なブドウという意味である。

## 特徴
化学組成は (Ca,Na)(Mg,Fe2+,Al,Fe3+)Si2O6 で、主に透輝石とヒスイ輝石からなる固溶体に相当し、灰鉄輝石およびエジリン輝石成分も含む。Al よりも Fe3+ が多いとエジリン普通輝石になる。

## 産出
主に変成岩から産する。
青色片岩相に属する塩基性岩起源の広域変成岩の構成成分をなし、特に変斑レイ岩などによく見られる。オンファス輝石単独で脈を成すこともある
また、苦礬柘榴石とともにエクロジャイト（榴輝岩）を構成する。
「ヒスイ」として扱われるものもあり、ヒスイの緑色部分は成分分析の結果、オンファス輝石であったとの報告もある。
キンバレー岩に含まれることもある。